# Grško-turška vojna
Grško-turška vojna v Mali Aziji je bila osrednji spopad v turški vojni za neodvisnost in je trajala med letoma 1919 in 1922. Terjala je več kot 100.000 žrtev in z domov pregnala dva milijona beguncev.

## Zasedba Smirne
Združeno kraljestvo je grškemu ministrskemu predsedniku Venizelosu obljubilo obsežna ozemlja v Mali Aziji okoli mesta Smirna (današnji Izmir) v zameno za vstop v prvo svetovno vojno na strani antante. Vendar načrti britanskega ministrskega predsednika Lloyda Georgea za trajno angleško-grško zavezništvo v Sredozemlju niti v njegovi državi niso imeli enoglasne podpore, druge antantne države pa so bile do načrta o grški coni na vzhodni obali Egejskega morja še bolj zadržane.
Osmanski imperij je bil v vojni popolnoma poražen, med zmagovalkami pa se je vnel boj na diplomatskem prizorišču glede delitve plena. Odkrito je grškim načrtom nasprotovala Italija, ker je želela ozemlje v Mali Aziji zasesti sama. Ko je spomladi 1919 kazalo, da bo to enostransko tudi storila, so Združeno kraljestvo, Francija in ZDA v strahu pred naraščajočim italijanskim vplivom čez noč pozvale Venizelosa, naj zasede Smirno.

## Turški odgovor
Grška zasedba Smirne 15. maja 1919 je med v vojni premaganimi, dotlej v usodo vdanimi Turki sprožila krepitev odpora proti antantnim zaveznikom, zlasti pa Grčiji, s katero so se občasno spopadali že vse od začetka grške vojne za neodvisnost leta 1821. Odpor je od začetka organiziral in vodil v Solunu rojeni oficir sultanove vojske Mustafa Kemal, pozneje znan kot Atatürk. Sultanova vlada, ki je pod skrbnim nadzorom antante lahko naprej vladala v Carigradu, ga je zaradi vmešavanja v politiko kot mnoge podobne oficirje poslala v vzhodno Anatolijo po naključju prav na dan, ko je Grčija zasedla Smirno.
Turčija naj bi sicer po prvotnih načrtih zaveznikov izgubila še mnoga druga ozemlja, ki ji pripadajo danes, vendar pa je bil glavni motiv za upor vendarle grška zasedba dela Male Azije z mestoma Smirna in Ayvali ter ca. 200 kilometrskim pasom zaledja. Na tem območju je sicer res živela močna grška manjšina, toda večinski narod so bili Turki.
Zasedenega območja zaradi neugodnega geostrateškega položaja in turške večine ni bilo lahko braniti, še zdaleč ne na dolgi rok. Grki so računali, da bo Turčija po pariški mirovni konferenci teritorialno zmanjšana na minimum ter vojaško onesposobljena. Obenem so se zanašali na pomoč Združenega kraljestva in Francije.
V drugi polovici leta 1919 so se na zasedenem ozemlju začele vrstiti turške partizanske akcije, ki so postajale vse močnejše. Kemalova vojska je bila povsem ločena od sultanovega nadzora in vse bolj jasno je bilo, da ne glede na podpis mirovne pogodbe iz Sevresa, ki jo je podpisala sultanova vlada in je priznala petletni grški mandat v Smirni, ki bi mu sledil plebiscit, Grčija v Smirni ne more ostati, ne da bi vojaško zlomila Kemala. Grki so z nekaj akcijami omejenega obsega sicer razširili okupirano ozemlje vse do Marmornega morja, vendar je uporna turška vojska pri tem ostala skoraj nedotaknjena.

## Ugriz opice
Za nadaljnji potek vojne sta bila odločilna še dva dogodka. Izkazalo se je, da je revolucija v Rusiji uspela in Lenin se je zbliževal s Kemalom ter mu med drugim nudil vojaško pomoč. Komunistična Turčija je bilo zadnje, kar bi si želela Združeno kraljestvo. Povrhu tega je proantantni Venizelos izgubil grške volitve novembra 1920. Na oblast so prišli privrženci izgnanega kralja Konstantina. Ker je nekaj tednov pred volitvami za posledicami ugriza udomačene opice umrl novi kralj, Konstantinov sin Aleksander, je nova vlada nemudoma pozvala starega kralja nazaj. Konstantin je bil svak zadnjega nemškega cesarja Viljema II. in med prvo svetovno vojno velik nasprotnik Venizelosa in vstopa v vojno na strani antante. Z vrnitvijo “germanofilov” na oblast je Grčija zapravila ogromno še preostalega kredita pri antanti.
Ne glede na to so zahodni zavezniki v začetku leta 1921 v Londonu organizirali mirovno konferenco, ki naj bi dosegla mirno rešitev in v ohranila grško cono v Mali Aziji s takšnim ali drugačnim statusom. Pogajanja so propadla, saj sta obe strani še vedno računali na zmago na bojišču.

## Grška ofenziva
Nova grška vlada je spoznala, da je položaj v Smirni na dolgi rok zelo težak. Ofenziva proti vse močnejšemu Kemalu je bila nujna, dokler ta ne bi postal nepremagljiv. Na angleško pomoč se Grčija ni mogla več zanašati. V letu 1921 je z omejeno ofenzivo poskusila že dvakrat. Julija 1921 je začela najbolj obsežno operacijo dotlej. Turki so se pod pritiskom napadalcev stežka odločili za umik vse do reke Sakarya, ca. 100 km zahodno od Ankare. Bližina Ankare jim je bila v pomoč pri oskrbi, za razliko od Grkov z zelo razvlečenimi oskrbovalnimi potmi. Tu so Turki pripravili močno obrambo in avgusta in septembra 1921 v tritedenski zelo zagrizeni in krvavi bitki porazili Grke. Ti so se morali umakniti na izhodiščne položaje, še vedno globoko v notranjosti Anatolije. Tu je fronta obmirovala za skoraj leto dni.

## Turška ofenziva
Grkom je bilo že jeseni 1921 povsem jasno, da vojaška zmaga ni več mogoča, razen ob izdatni podpori Velike Britanije, na katero pa so čakali zaman. Tudi umik iz Male Azije ni bil mogoč iz političnih razlogov. Na bojiščih je bilo sicer vse do poznega poletja 1922 zatišje, vendar pa sta okupacija obsežnega ozemlja s slabo infrastrukturo ter vzdrževanje zelo razvlečene frontne črte povsem izčrpali Grčijo. Turška ofenziva, ki jo je Kemal ukazal v strahu pred angleško pomočjo Grkom, se je pričela 26. avgusta 1922 pri mestu Afyon. Grška obramba se je sesula v nekaj dneh in začel se je dolg in kaotičen umik proti zahodu.
Po dobrih dveh tednih so Turki zasedli Smirno / Izmir; dogodek Grki poznajo kot “tragedijo v Smirni”. V strahu pred turškimi represalijami je Turčijo zapustila večina izmed ca. 1,5 milijona tam živečih Grkov. Strah je bil posledica vojnih zločinov, ki jih ves čas vojne ni manjkalo na nobeni strani. Znan je primer mesta Aydin, kjer so najprej Turki požgali grško četrt, nato pa Grki še turško. Žalostna je bila usoda turških vasi ob Marmornem morju. Grški civilni upravi je sicer treba priznati, da se je dokaj zavzeto borila proti izživljanju nad muslimanskim prebivalstvom, toda mnogih vojaških in paravojaških enot ni kontrolirala nobena uprava.
V oktobru 1922 je bil sklenjen dogovor o premirju, ki je omogočil Turkom, da brez boja zasedejo še vzhodno Trakijo. Carigrad je do mirovnega sporazuma ostal pod okupacijo antantnih vojakov.

## Epilog
Sporazum je bil sklenjen 24. junija 1923 v Lausanni v Švici in je končal dobro desetletje vojskovanja na Balkanu. Na zahodu je z njim Turčija dobila današnje meje. Sporazum je določil tudi obvezno izmenjavo manjšin, razen Grkov v Carigradu in Turkov v zahodni Trakiji. Grki so v glavnem iz strahu  odšli že prej, po podpisu pogodbe pa je v nasprotno smer potovalo tudi ca. 400.000 Turkov. Sultanat je bil ukinjen, Kemal Atatürk je postal predsednik Turške republike.
Naval ogomnega števila beguncev v Grčijo je povsem spremenil družbeno podobo te države, vendar pa je resnici na ljubo na nekoliko daljši rok povzročil gospodarsko rast. Vojni dogodki so se globoko vsedli v grško narodno zavest. Stoletna ideja o združitvi vseh zgodovinskih grških ozemelj, znana kot “Velika ideja”, je bila mrtva. V obeh državah je po obdobju dolgotrajnega vojskovanja in notranjih nemirov vsaj za nekaj časa zavladalo obdobje miru.